# Anosia vincetoxici
Anosia vincetoxici är en fjärilsart som beskrevs av Fabricius 1807. Anosia vincetoxici ingår i släktet Anosia och familjen praktfjärilar. Inga underarter finns listade i Catalogue of Life.